# Ścieżka przyrodnicza Meandry Rzeki Odry
Ścieżka przyrodnicza Meandry Rzeki Odry, česky Přírodní stezka Meandry řeky Odry, Naučná stezka Meandry řeky Odry nebo Ścieżka edukacyjna na Meandrach, je naučná stezka a cyklostezka. Leží na území vesnice Chałupki a okrajově i vesnice Zabełków ve gmině Krzyżanowice v okrese Ratiboř ve Slezském vojvodství v jižním Polsku a opravdu velmi krátkým úsekem také leží i na českém území Starého Bohumína v okrese Karviná. Geograficky se také nachází na levém břehu veletoku Odra u česko-polské státní hranice v nížině Brama Racibórska v Horním Slezsku a také v chráněných územích Natura 2000 - Graniczny Meander Odry a EVL Hraniční meandry Odry.

## Historie a popis
Trasa stezky, která byla postavena v roce 2006, vede po klikatící se betonové cestě, podél česko-polské státní hranice, mimo automobilovou dopravu a samozřejmě podél přirozeně meandrující „nespoutané“ Odry. Ke spatření jsou cenné a zachovalé přírodní lužní lesy, křoviny, louky, řeka a také pole. Nenáročná stezka, která má délku 3,68 km (případně po návrat v okruhu s nejkratším 6,2 km) a minimální převýšení, je zaměřena především na přírodní krásy a geografii oblasti. Značená stezka začíná poblíž hraničního přechodu Chałupki a pokračuje směrem k zastřešené ocelové rozhledně Wieża widokowa Graniczne meandry Odry (Rozhledna Hraniční meandry Odry), která má výšku 27 m. Pod rozhlednou je postavený dřevěný turistický přístřešek a stojan pro kola. Stezka pak končí u cyklostezky u silnice DK 78 v Zabełkowě, odkud se lze vrátit zpět. Zastavení jsou vybaveny informačními tabulemi v polštině a češtině a lavičkami. Stezka je vhodná i pro vozíčkáře a kočárky.

## Další informace
Ścieżka przyrodnicza Meandry Rzeki Odry leží celá na úseku trati okružní cyklostezky Pętla - Meandry Rzeki Odry (szlak rowerowy nr 355). Na opačném (pravém, českém) břehu Odry je postavena naučná stezka Hraniční meandry Odry, která vede přírodní památkou Hraniční meandry Odry až k soutoku Olše a Odry.

## Galerie

Informační panel u rozhledny
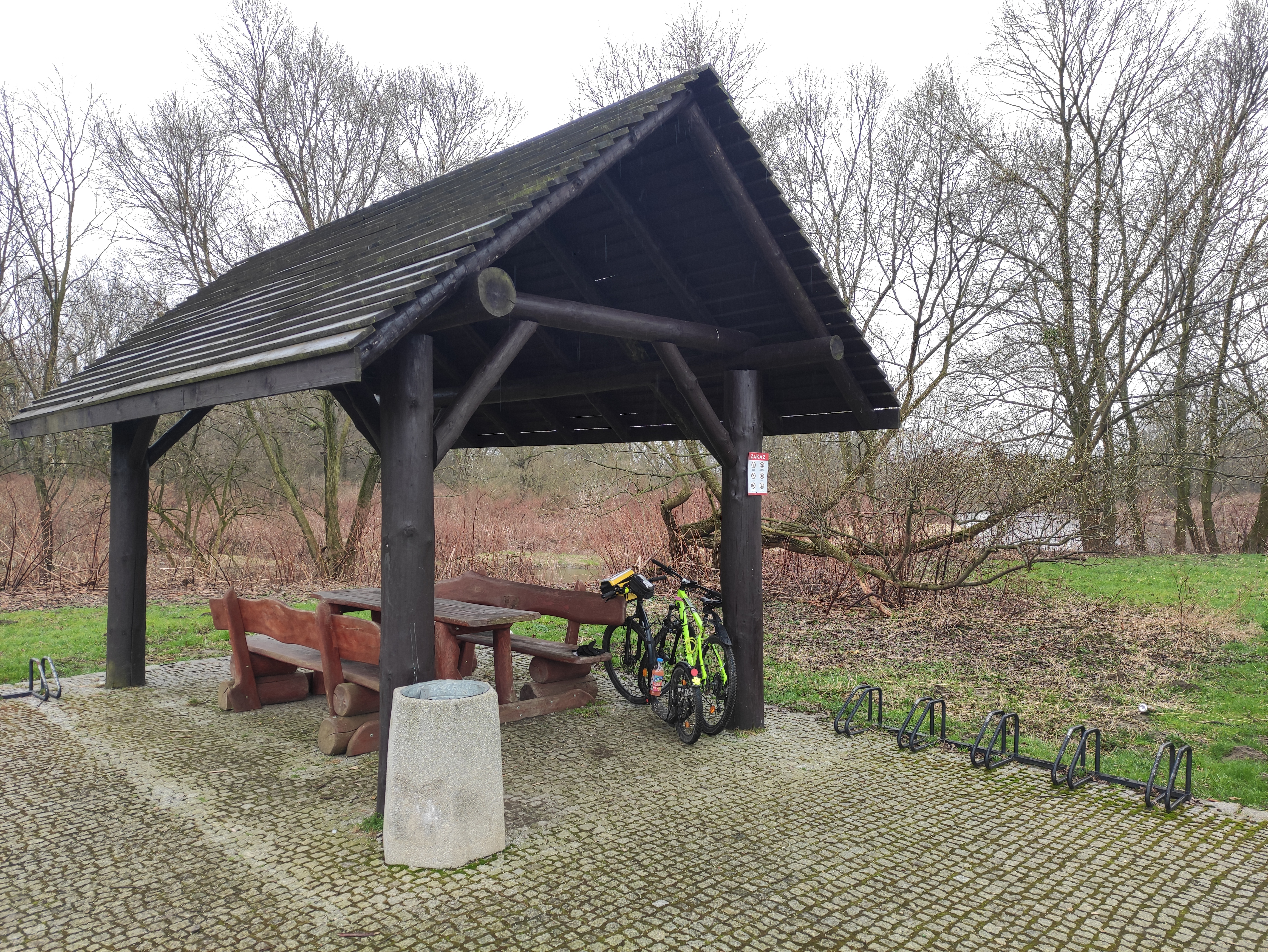
Turistický přístřešek u rozhledny
Rozhledna Hraniční meandry Odry
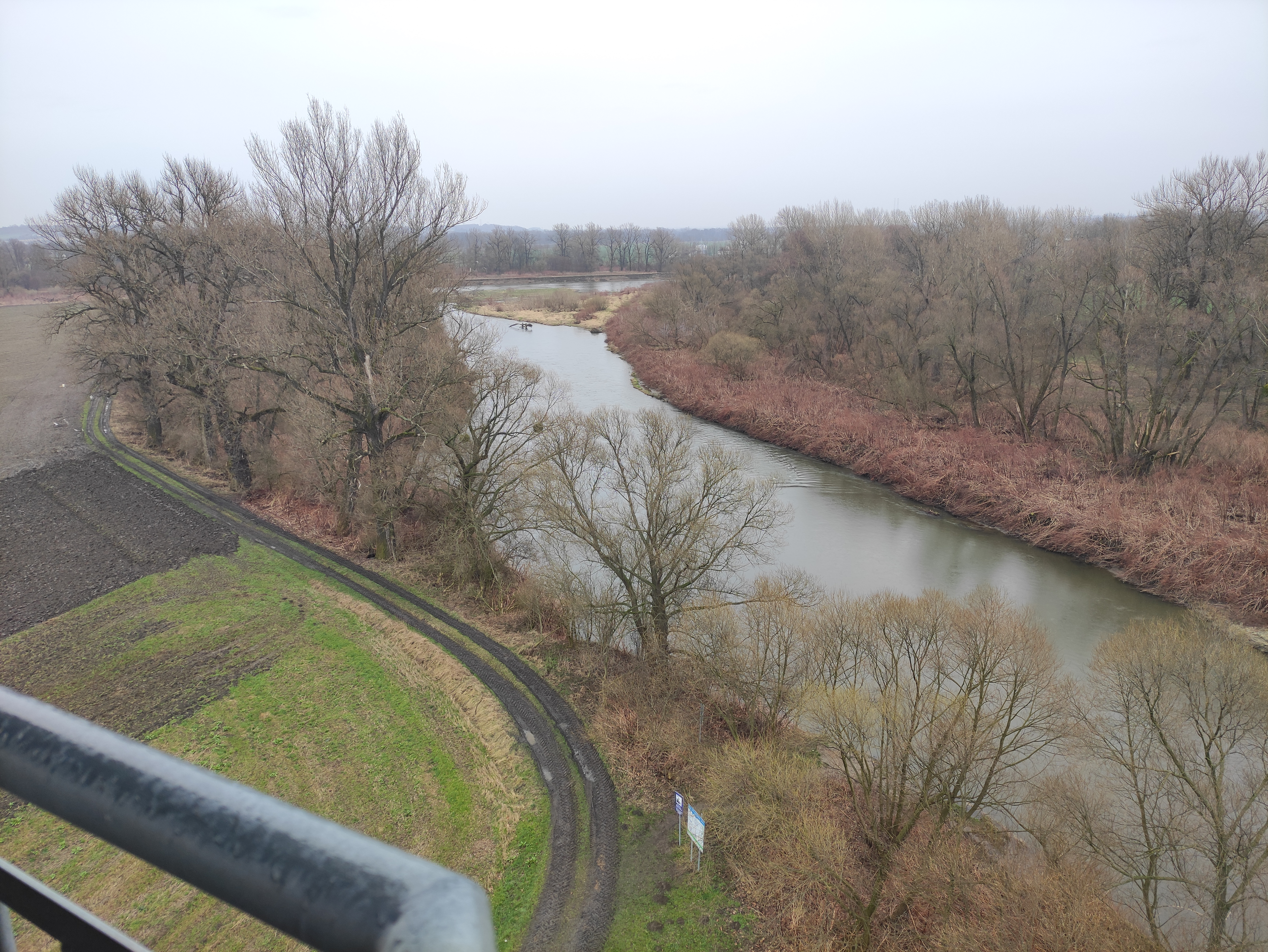
Rozhledna Hraniční meandry Odry